# حاجتي (قلعة خواجة)
حاجتي (بالفارسية: حاجتی) هي منطقة سكنية تقع في إيران في قسم قلعة خواجة الريفي. يقدر عدد سكانها بـ 53 نسمة بحسب إحصاء 2016.